# Wojciech Olejniczak

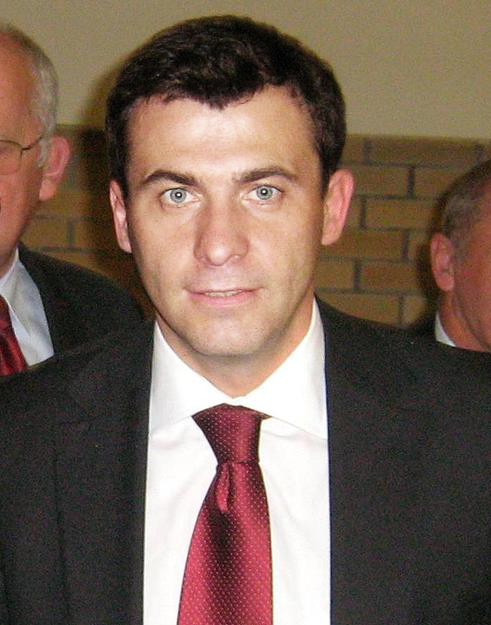
Wojciech Olejniczak.

Wojciech Olejniczak Michał (Łowicz, 10 de abril de 1974) es un político de izquierda polaca y miembro electo del Parlamento Europeo.
Fue presidente de la Alianza Democrática de la Izquierda (SLD), en sustitución de Józef Oleksy, del 29 de mayo de 2005 al 31 de mayo de 2008 (el primer presidente de ese partido que no era miembro del Partido Obrero Unificado Polaco), siendo sustituido por Grzegorz Napieralski. Fue también vicepresidente del Sejm desde el 26 de octubre de 2005. Desde julio de 2003 a mayo de 2005, Olejniczak fue Ministro de Agricultura y Desarrollo Rural.
El 7 de junio de 2009 fue elegido diputado al Parlamento Europeo por la circunscripción de Varsovia, obteniendo 72.854 votos.